# 報国丸 (特設巡洋艦)
報国丸（ほうこくまる）、旧字体表記報國丸は、大阪商船が南アフリカ航路へ投入するために建造した貨客船で、報国丸級貨客船のネームシップ。第二次世界大戦の太平洋戦争開戦前に日本海軍に徴用されて特設巡洋艦に改造され、太平洋戦争突入後は姉妹艦愛国丸と共に南太平洋や、インド洋で通商破壊を行った。南西方面での海上交通破壊戦では、潜水艦に対する補給艦の役割も担当した。
インド洋通商破壊作戦に従事中の1942年（昭和17年）11月11日、ココス諸島沖合で連合国のコルベットとオランダ油槽船オンディナと遭遇、敵艦の砲撃により報国丸に搭載中の魚雷が誘爆して沈没した。

## 艦歴

### 太平洋戦争以前
「報国丸」は大阪商船がアフリカ東岸線用として優秀船舶建造助成施設により建造した3隻のうちの一隻である。
1938年8月18日起工。1939年7月5日に進水し、1940年6月22日に引き渡された。
7月2日、横浜港から大連への処女航海に出発。門司を経て7月5日に大連に到着した。大連から戻ると「報国丸」はアフリカ航路に就航する。航路の最終港は南米であった。「報国丸」は7月17日に神戸を出港し、横浜、名古屋、大阪、神戸、門司、香港、シンガポール、コロンボ、モンバサ、タンガ、ザンジバル、ダルエスサラーム、ベイラ、ロレンソ・マルケス、ダーバン、ポートエリザベス、ケープタウン、ブエノスアイレス、モンテビデオ、サントスを経て9月23日にリオデジャネイロに到着した。帰路は西回りとなり、ペルナンブコ、ラグアイラ、パナマ運河、ロサンゼルス、横浜を経て11月2日に大阪に到着した。この航海の後、「報国丸」は政府の指示により大阪・大連線へ移された。
1941年8月29日に「報国丸」は海軍に徴傭され、三菱神戸造船所で改造が開始された。9月20日、特設巡洋艦とされ、呉鎮守府所管となった。また同日、藍原有孝大佐が「報国丸」艦長に補された。
改造の内容は以下のようなものであった。兵装は四〇口径安式六吋砲が船首、二、三、四番ハッチ両舷と船尾に1門ずつ計8門、九三年式十三ミリ二連装機銃が2基装備された。魚雷発射管は5番船倉の両舷には六年式連装発射管が装備された。コンパスデッキには武式二・五メートル測距儀が設置された。また、九四式二号水上偵察機が搭載された。飛行機の搭載場所は五番船倉の上に設けられ、四番船倉が整備作業所および機材、爆弾の格納場所となった。また、デリックの長さが飛行機を舷外へ出すのに不十分であったため、片方のデリックが交換された。魚雷は六番船倉に格納されたが、ハッチの大きさの関係で斜めにして搬入しなければならなかった。
10月15日、改造工事は完了。同日付で「報国丸」と「愛国丸」からなる第二十四戦隊（司令官武田盛治少将）が新編され、連合艦隊直属となった。司令官と両艦の艦長は海軍兵学校38期の同期であった。第二十四戦隊は南太平洋方面の海上交通破壊を命じられた。作戦海域には警戒が他よりは手薄と思われる南太平洋中部が選ばれた。
仮装巡洋艦の運用に際し、第二十四戦隊の参謀は第一次世界大戦のドイツ帝国海軍が運用した仮装巡洋艦（ゼーアドラー、ヴォルフ）の活躍を参考にする。Qシップに倣い、大砲や航空機は積荷にみせかけるため厳重にカンバスで包むなどのカモフラージュをおこなった。敵船舶を欺瞞したり、敵の巡洋艦をごまかすため、乗組員が変装するための婦人服も用意したという。
11月15日に「報国丸」と「愛国丸」は岩国沖から出航し、ヤルートを経由して太平洋戦争開戦の12月8日にはツアモツ諸島北東に達していた。「報国丸」が戦隊旗艦であった。

### 南太平洋
12月13日の日没直後、「報国丸」は煙を発見。接近すると、それはアメリカ船「ビンセント (Vincent)」（6210トン）であった。「ビンセント」は停船命令に応じずSOSを発信したが、砲撃を受けると停船して白旗を揚げた。波が高く、「ビンセント」は無線を発していることなどから拿捕ではなく沈めることに決し、「報国丸」が「ビンセント」の全乗員38名を収容した後、「報国丸」と「愛国丸」は「ビンセント」に12発撃ちこんだ。しかしそれでは沈まなかったため魚雷を使用することになった。2本発射したが1本しか命中せず、それでは沈まなかったため、さらに1本を発射。それで「ビンセント」は沈没した。
1942年1月1日、偵察に向かった「愛国丸」搭載機が帰還しなかった。翌日、その捜索に向かった「報国丸」搭載機はアメリカ貨物船「マラマ (Malama)」（3,275トン）を発見した。同機は停船を命じたが、応じなかったため機銃掃射を行ってから帰投。爆装して再び発進し、「マラマ」攻撃に向かった。爆装した飛行機が現れると「マラマ」乗員は船を離れた。その後「報国丸」機は爆撃を行って60キロ爆弾4発中3発を命中させ、「マラマ」は炎上した。現場に先に到着した「愛国丸」が「マラマ」の乗員を救助し、「報国丸」の到着後まもなく「マラマ」は沈没した。
1月下旬には雨季のため捜索不能となり、マーシャル方面での敵潜水艦や空母の出現を受けて帰投を決め、2月4日にトラックに着いた。
2月5日、修理整備や次期作戦準備のため、日本本土へ向かう。日本本土に近づいた2月11日、ソ連船「キム (Kim)」と遭遇。波が高かったため志布志湾で臨検することにしたが、翌朝種子島北端に達したと心で波がおさまったため、そこで臨検後、釈放した。その後、大分で両艦に収容されていた捕虜計76名を大分航空隊に引き渡し、2月13日に「報国丸」と「愛国丸」は柱島沖に帰投した。

### インド洋（第一回）
3月1日、軍令部は大規模交通破壊作戦実施を指示。インド洋での作戦部隊として3月10日に第八潜水戦隊が編成されたが、同隊の作戦としては通商破壊とともに特殊潜航艇による攻撃が計画され、半数はオーストラリアへ向かうこととなった。3月10日に第二十四戦隊は解隊されて「報国丸」と「愛国丸」は連合艦隊附属となり、3月20日に先遣部隊の指揮下に入れられ、第八潜水戦隊の潜水艦「伊10」、「伊16」、「伊18」、「伊20」、「伊30」とともにインド洋派遣の甲先遣支隊となった。
「報国丸」と「愛国丸」の砲は五十口径三年式十四センチ砲に換装され、船体には迷彩が施された。搭載機は零式水上偵察機に更新された。加えて、潜水艦への補給任務にあたることから燃料、清水タンクや食糧庫が増設され、第五船倉に補給用の魚雷50本を収納することとなった。また、「報国丸」と「愛国丸」には拿捕船回航のための回航班がそれぞれ2班ずつ乗艦した。
4月16日、「報国丸」や「伊10」、「伊16」、「伊18」、「伊20」は内地を出撃し、ペナンへ向かった。4月30日、「報国丸」は「愛国丸」とともにペナンからインド洋へ出撃した。5月5日、「報国丸」は「伊10」と「伊16」に、「愛国丸」は「伊18」と「伊20」に燃料と清水を補給した。
5月9日、「愛国丸」がオランダのタンカー「ヘノタ (Genota)」（7987トン）を発見。降伏した「ヘノタ」は「愛国丸」によって臨検、拿捕され、ペナンへ回航された。
5月31日（現地時間30日）、「伊16」と「伊20」から特殊潜航艇がディエゴ・スアレス港攻撃に向かった。その後、通商破壊戦実施が命じられる。モザンビーク海峡に潜水艦4隻が配置され、「報国丸」と「愛国丸」の配置はその南とされた。6月5日、ダーバンの北東350浬で「報国丸」はイギリス船「エリシア (Elysia)」（6757トン）を発見。「愛国丸」とともに追跡し停船を命じたが、「エリシア」は応じず無電を発した。そのため「報国丸」は砲撃し、「愛国丸」機が爆撃を行った。さらに「報国丸」は魚雷2本を撃ち込み「エリシア」を沈めた。
6月16日に潜水艦と会合予定であったが、会合日時、地点が変更されたため「報国丸」はまず旧会合地点へ向かい、そこに現れた潜水艦3隻に変更を伝えた。それからヨーロッパへ向かう「伊30」へ補給を行った後、6月19日に会合場所に到着。そこで「報国丸」と「愛国丸」から「伊10」、「伊16」、「伊18」、「伊20」へ燃料や魚雷、糧食などが補給された。
「報国丸」と「愛国丸」は引き続きマダガスカル南方で敵船を捜索したが、大本営海軍部よりココス島の電波塔を破壊できないかと言われ、2隻は7月7日にココス島へ針路を向けた。7月13日、「報国丸」は「ハウラキ (Hauraki)」（7113トン）を拿捕した。「ハウラキ」発見のきっかけは夜間「報国丸」の見張りが光を見たことであった。その光は、ある「ハウラキ」乗組員が吸っていたタバコの火だったようである。「愛国丸」をペナンへ向かう「ハウラキ」に随伴させると「報国丸」はココス島へ向かったが、その後危険と判断してココス島行きは取りやめ、「愛国丸」と合流。7月20日、先行した「報国丸」はペナンに到着した。
ペナンへ帰港後、両艦はシンガポールに移動して修理と整備をおこなった。セレター軍港で25mm機銃と搭載機（補用機）の増備を行ったという。
9月、「報国丸」と「愛国丸」、「清澄丸」は南東方面へ移される第三十八師団の輸送を命じられる。3隻は9月23日にベラワン（メダンの外港）に到着。第三十八師団を乗せると翌日出港し、10月6日にラバウルに到着した。
その後、3隻はトラックに移動した。「報国丸」と「愛国丸」はインド洋通商破壊作戦のため10月13日にトラックを出港し、10月23日にシンガポールに到着した。

### インド洋（第二回）
11月5日、報国丸（艦長今里博大佐、海軍兵学校45期）は再びインド洋で通商破壊を行うため、愛国丸（艦長大石保大佐、海兵48期）とともにシンガポールを出撃した。報国丸が先任艦であり、愛国丸はその指揮下で行動する。
スンダ海峡を抜けインド洋に出たが、報国丸と愛国丸の行動は敵潜水艦に察知され、インド洋には警戒態勢が敷かれた。11月11日、ココス諸島近海の南緯20度05分 東経92度55分 / 南緯20.083度 東経92.917度で、オランダのタンカーオンディナ（6,341総トン）とその護衛にあたっていた英連邦インド植民地海軍の掃海艇（バサート級コルベット）ベンガル (HMIS Bengal) を発見する。オンディナは以前に拿捕したゼノタと同じくロイヤル・ダッチ・シェル系のラ・コロナ所属のタンカーであった。
報国丸はガソリンを満載した水上偵察機を搭載したまま、ベンガルとオンディナに近づいていった。愛国丸に対しては「最初に護衛艦を撃沈し、次に商船を処理せんとす」と信号したという。これに対しコルベット艦のベンガルは75mm（12ポンド）単装砲1基と機銃若干のみで、報国丸に比べれば遙かに劣勢な武装であったが、オンディナを逃走させるために前面に出て戦闘を開始、愛国丸と砲戦をおこなう。
オンディナも逃走を図りつつ唯一の備砲であった4インチ（102 mm）単装砲を発射、報国丸に数発の命中弾を与えた。報国丸のマストに命中した断片が水上偵察機のガソリンタンクを傷つけて火災が発生、引火した燃料が遊歩甲板から上甲板に伝わって大火災となる。火災は魚雷発射管の魚雷にまで及び、誘爆が始まる。オンディナの砲撃が魚雷発射管に命中し、魚雷が誘爆を起こしたという回想もある
そして船倉に集積されていた潜水艦補給用の魚雷が誘爆して致命傷となった。大爆発が発生して艦尾が吹き飛び、報国丸は艦首を持ちあげて沈没した。今里艦長は退艦の勧めを拒み、報国丸と運命を共にした。約1時間ほどの交戦の末にベンガルに逃げられた愛国丸が沈没現場に戻り、救助作業をおこなう。報国丸の戦死者は98名であった。
報国丸生存者278名を収容した愛国丸では、オンディナを拿捕して回航するか、沈めるかで判断に迷っていた。大石保（愛国丸艦長）は敵機動部隊を警戒し、魚雷2本を発射してオンディナを処分した。愛国丸はオンディナの沈没を確認せず、スンダ海峡にむかって速やかに移動した。そして作戦を中止し、シンガポールに帰投した。
なお放棄されたオンディナは、後に漂流中のところを脱出した同船乗組員が発見し、復旧に成功して帰投した。日本側も、海外のメディアからその情報を入手している。報国丸艦長の判断については後日問題視されたが、戦死したこともあり、発表されなかったという。

## 艦長
- 藍原有孝 大佐：1941年9月20日[118] - 1942年8月25日[119][101]
- 今里博 大佐：1942年8月25日[101] - 1942年11月11日戦死[120]（海軍少将へ進級）[121]

## 同型艦
- 愛国丸
- 護国丸